# Rio Jogui
O rio Jogui ou Hovy é um curso de água que banha o estado de Mato Grosso do Sul, Brasil. É um afluente do rio Iguatemi. 